# Rhapsodie cubaine
Rhapsodie cubaine est un roman d'Eduardo Manet paru le 4 septembre 1996 aux éditions Grasset et ayant reçu le Prix Interallié la même année.

## Résumé
Histoire des cubains ayant immigrés aux États-Unis pour fuir la révolution castriste.

## Éditions
- Rhapsodie cubaine, éditions Grasset, 1996  (ISBN 2246533619).